# Gethyllis
Gethyllis es un género  de plantas herbáceas, perennes y bulbosas perteneciente a la familia Amaryllidaceae. Comprende 30 especies.

## Descripción
Es un género endémico de la provincia del Cabo de Sudáfrica. Las flores son fragantes, solitarias y de color blanco y aparecen en el tiempo de Navidad.  La floración está bien sincronizada para aumentar las posibilidades de polinización cruzada, el género es incapaz de autofertilizarse. La floración se produce en masa y se cree que es el resultado de un cambio repentino en la presión barométrica. Unos tres meses más tarde, el fruto comestible, de color blanco crema con aroma a naranja, empieza a empujar por encima de la superficie del suelo.  El ovario se encuentra muy por debajo del nivel del suelo donde la fruta se desarrolla, las bayas se ocultan hasta que su crecimiento le hacen aparecer a la vista. La aparición de la fruta es seguida casi inmediatamente por las primeras hojas.  La fruta madura cae y arroja sus semillas, que son de corta duración, listas para tomar ventaja de las lluvias de invierno.  La fruta madura se utiliza a veces  para dar un aroma especial a las botellas de coñac.  El género se identifica fácilmente por su color gris-verde arrollado en espirales de sus hojas en forma de cinta que se desarrollan durante los meses de invierno (mayo a agosto).
Gethyllis tiene alrededor de 32 especies que crecen en invierno con una amplia distribución que cubre el área de precipitaciones  de la parte meridional de Namibia y en toda la provincia del Cabo, con la región de Vanrhynsdorp-Nieuwoudtville mostrando la mayor diversidad de especies.  El género está estrechamente relacionada con el género Apodolirion.

## Taxonomía
El género fue descrita por  Carlos Linneo y publicado en Species Plantarum 1: 442. 1753. La especie tipo es: Gethyllis afra L.

## Especies
| - Gethyllis afra L. - Gethyllis angelicae Dinter & G.M.Schulze - Gethyllis barkerae D.Müller-Doblies - Gethyllis britteniana Baker - Gethyllis campanulata L.Bolus - Gethyllis ciliaris L. - Gethyllis fimbriatula D.Müller-Doblies - Gethyllis grandiflora L.Bolus - Gethyllis gregoriana D.Müller-Doblies - Gethyllis hallii D.Müller-Doblies - Gethyllis kaapensis D.Müller-Doblies - Gethyllis lanuginosa Marloth - Gethyllis lata L.Bolus - Gethyllis latifolia Masson ex Baker - Gethyllis linearis L.Bolus | - Gethyllis longistyla Bolus - Gethyllis longituba L.Bolus - Gethyllis namaquensis (Schönland) Oberm. - Gethyllis pectinata D.Müller-Doblies - Gethyllis roggeveldensis D.Müller-Doblies - Gethyllis setosa Marloth - Gethyllis spiralis L. - Gethyllis transkarooica D.Müller-Doblies - Gethyllis undulata Herb. - Gethyllis unilateralis L.Bolus - Gethyllis uteana D.Müller-Doblies - Gethyllis verrucosa Marloth - Gethyllis verticillata R. Br. ex Herb. - Gethyllis villosa (Thunb.) Thunb. |